# Fulgor Libertas Forlì
La Fulgor Libertas Forlì fue un equipo de baloncesto italiano con sede en la ciudad de Forlì, en Emilia-Romaña. Disputaba sus partidos en el PalaGalassi, con capacidad para 6.511 espectadores.

## Historia
El club nació en 2003, de la unión de los equipos Fulgor Forlì y Libertas Basket Forlì 1946. El Fulgor se remonta a 1949, cuando el equipo es fundado por un salesiano, Don Stefano Cozzi. A mediados de los años 50 alcanza por primera vez la categoría nacional, la Serie C. No alcanza la Serie B hasta el año 2000, y en 2003 consigue su mejor resultado, ganando la Coppa Italia de la Serie B.
Por su parte el Libertas Basket Forlì 1946 se funda en 1946 con el nombre de Unione Sportiva Juventus Pallacanestro. A lo largo de su historia ha militado en 10 temporadas en la Serie A y 15 en la Serie B1. Por sus filas han pasado jugadores de renombre, como Bob McAdoo o Micheal Ray Richardson.
El 2 de enero de 2015 se retiró de la liga de Serie A2 por incumplimientos financieros.

## Palmarés
- Campeón de la Coppa Italia Serie B1 (2003)
- Finalista Legadue (2005)
- Campeón de la liga regular Grupo A Serie B1 (2007)
- Campeón de la liga regular Grupo A Nazionale A (2009)
- Campeón de la liga regular Grupo A Nazionale A (2010)
- Play-Offs Top 4 Nazionale A (2010)